# لا سنتیو دی سیئو
لا سنتیو دی سیئو (به اسپانیایی: Asentiú) یک منطقهٔ مسکونی در اسپانیا است که در نوگورا واقع شده‌است. لا سنتیو دی سیئو ۲۹٫۶ کیلومتر مربع مساحت دارد ۲۸۱ متر بالاتر از سطح دریا واقع شده‌است.